# 文城県 (山西省)
文城県（ぶんじょう-けん）は中華人民共和国山西省にかつて存在した県。現在の臨汾市吉県北西部に相当する。
596年（開皇16年）、隋朝により設置される。宋代の熙寧年間に廃止された。